# Бутман, Гилель Израилевич
Гиле́ль (Ги́ля) Изра́илевич Бу́тман (ивр. הִלֵּל בּוּטְמָן‎; 11 сентября 1932, Ленинград — 22 мая 2019, Иерусалим) — один из основателей сионистского движения 1960-х годов в СССР, организатор нелегальных ульпанов, учитель иврита, инициатор «Операции свадьба» и её организатор на начальной стадии.

## Биография
По образованию — юрист. С 1957 года по 1960 год — следователь Ленинградского уголовного розыска. Уволен «за связь с еврейской буржуазной националистической организацией». Позднее окончил Ленинградский политехнический институт.
Ещё в конце 1950-х годов познакомился с подпольными сионистами старшего поколения. Начал изучать иврит в 1958 у Лии Лурье (1912—1960).
5 ноября 1966 года Бутман с единомышленниками (Зеэв Могилевер, Соломон Дрейзнер, Давид Черноглаз, Арон Шпильберг, Рудольф Бруд, Григорий Вертлиб, Бен Товбин) основал Ленинградскую подпольную сионистскую организацию. Участвовал в распространении литературы, издании газеты «Ито́н».
В 1969 год Марк Дымшиц предложил Гилелю Бутману бежать вместе с семьями на прогулочном самолёте из Еревана (Армения) в Израиль. Бутман отказался рисковать своей семьёй только ради побега, но на заседании сионистского комитета Ленинградской подпольной организации он предложил свой план, в котором Дымшиц должен был играть роль лётчика захваченного самолёта, если советские пилоты откажутся его вести. Отличие плана Бутмана от плана Дымшица в том, что главным было не захватить самолёт ради побега, а вызвать давление западных держав на правительство Советского Союза с требованием разрешить свободный выезд советских евреев в Израиль. Поэтому речь шла о захвате большого лайнера с 64 участниками[уточнить], с последующей пресс-конференцией в Стокгольме. Гилель Бутман назвал свой план «Операция свадьба».
30 апреля 1970 года председатель КГБ СССР Ю. В. Андропов в порядке информации доложил ЦК КПСС о существовании в Ленинграде сионистской организации. 15 июня 1970 года Бутман вместе с другими сионистскими активистами арестован. Проходил обвиняемым по т. н. Второму ленинградскому процессу — делу подпольной сионистской организации. Дело рассматривалось с 11 по 20 мая 1971 года в Ленинградском горсуде судьёй Н. С. Исаковой. 20 мая 1971 года приговорён к 10 годам заключения в лагере строгого режима (статьи 17, 64 «а», 70-1, 72, 189-1 УК РСФСР). Срок заключения отбывал в Дубравлаге (Мордовия), позднее в колонии «Пермь-35» (Пермская область) и во Владимирской тюрьме № 2. Состоял в сионистской коммуне заключённых.
Из заключения писал заявления о нарушении прав заключённых, некоторые из которых попали в самиздат.
В 1979 году в СССР был досрочно освобождён ряд заключённых-сионистов, которые получили разрешение на выезд в Израиль с семьями. Среди них и Бутман, который к этому моменту провёл в заключении девять лет. В том же году он репатриировался в Израиль. Семья Бутманов селится в Иерусалиме. Освоив израильское законодательство, Бутман поступил на работу в Управление государственного контролёра Израиля в Иерусалиме, где проработал юристом до выхода на пенсию. Некоторое время был пресс-секретарём Организации Узников Сиона.
23 сентября 1992 года по постановлению Президиума Верховного Суда РФ приговор судебной коллегии по уголовным делам Ленгорсуда от 20 мая 1971 года и Определение Судебной коллегии по уголовным делам Верховного Суда РСФСР от 20 июля 1971 года в части осуждения Бутмана Г. И. по ст.ст. 17, 64 «а», 70 ч. I, 72 УК РСФСР отменены, дело прекращено за отсутствием состава преступления.
Скончался в Иерусалиме 22 мая 2019 от рака на 87-м году жизни. Свою болезнь скрывал даже от друзей.

## Семья
Жена Бутмана, Ева (Элла; урождённая Бекман), также принимала участие в сионистской деятельности. Старшая дочь Бутманов, Лиля, родилась в Ленинграде. Младшая, Геула — в Иерусалиме.

## Книги
Гилель Бутман написал две книги воспоминаний, которые вышли в Израиле по-русски, а позже — на иврите в авторизованном переводе Шломо Эвен-Шошана. Книги Бутмана служат ценнейшим материалом для исследователей правозащитного движения, нарушений прав человека в СССР и истории евреев России.
- Бутман Г. И. Ленинград-Иерусалим с долгой пересадкой / Вступ. ст. А. Белова; Ред. Р. А. Зернова. — Израиль: Б-ка Алия, 1981. — 232 с., 15 л. ил. — (Б-ка Алия; 84).
- Бутман Г. И. Время молчать и время говорить / Ред. Ф. Розинер; Предисл. А. Белова; Рис. М. Дымшица. — Израиль: Б-ка Алия, 1984. — 240 с.: ил., 4 л. ил. — (Б-ка Алия; 109).